# Stabo Car

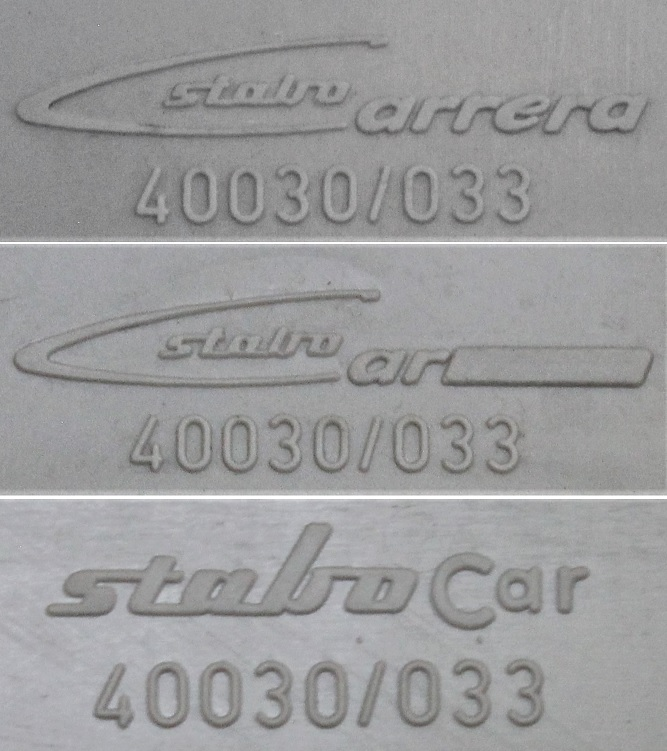
Stabo Car Logos

Stabo Car ist eine Modell-Autorennbahn der Firma Stabo, produziert von 1963 bis 1979. Der ursprüngliche Name Stabo Carrera musste aus markenrechtlichen Gründen in Stabo Car geändert werden.
Die ersten Modelle waren im Maßstab 1:28 gefertigt, wurden dann aber im Maßstab 1:32 verkauft. Stabo baute auch vier Fahrzeuge im Maßstab 1:24. Es gibt zwei verschiedene Schienen-Systeme. Die 24 produzierten Fahrzeugmodelle stammen aus der Formel 1, Formel 2, dem GT-Sport, aber es wurden auch einige LKWs gefertigt.

## Fahrzeugmodelle

### Formel-1-Fahrzeuge
Die ersten Stabo-F1-Fahrzeuge, die zuletzt im Stabo-Programm '67 angeboten wurden, sind eher Spielzeuge als Modelle und damit eher für Kinderhände gedacht. Man kann sie in drei Serien unterteilen. "Serie 1"-Fahrzeuge haben ein "Stabo Carrera"- oder "Stabo Car----" Logo, einen Fahrer aus rotem Kunststoff und vor allem keine Aussparung für den Motor auf der Unterseite, weil die ersten Motoren kleiner waren als die späteren. Diese Fahrzeuge haben schmälere Räder und die Getriebe haben einen hohen Anteil an Kunststoff. "Serie 2"-Fahrzeuge haben ein "Stabo Car----"- oder "Stabo Car"-Logo, einen Fahrer aus rotem oder weißem Kunststoff und vor allem einen sichtbaren Motor auf der Unterseite. Diese Fahrzeuge haben breitere Räder als "Serie 1" und die Getriebe sind vollständig aus Metall. "Serie 3"-Fahrzeuge unterscheiden sich optisch kaum von der "Serie 2". Sie haben aber sattere Farben, robustere Karosserien (härterer Kunststoff), eine "Orangenhaut-Struktur" auf der Innenseite der Karosserie und zwei zusätzliche Bohrungen neben dem Führungsdorn. Es gibt vier Stabo-F1-Fahrzeuge, die kein Bausatz sind bzw. waren.
1. Porsche 804 Dieser hatte stets die Nummer eins und ist weiß. Es ist das einzige Fahrzeug, das Felgen aus rotem Kunststoff bekam.
2. Brabham P57 Dieser hatte stets die Nummer zwei. Es ist das einzige Stabo-F1-Fahrzeug, das in zwei Farben erhältlich ist. Beide Ausführungen sind grün, jedoch sind die älteren deutlich heller als die späteren in „british racing green“.
3. Lotus 22 Dieser hatte stets die Nummer drei und ist blau.
4. Ferrari 156 Dieser hatte stets die Nummer vier und ist rot.

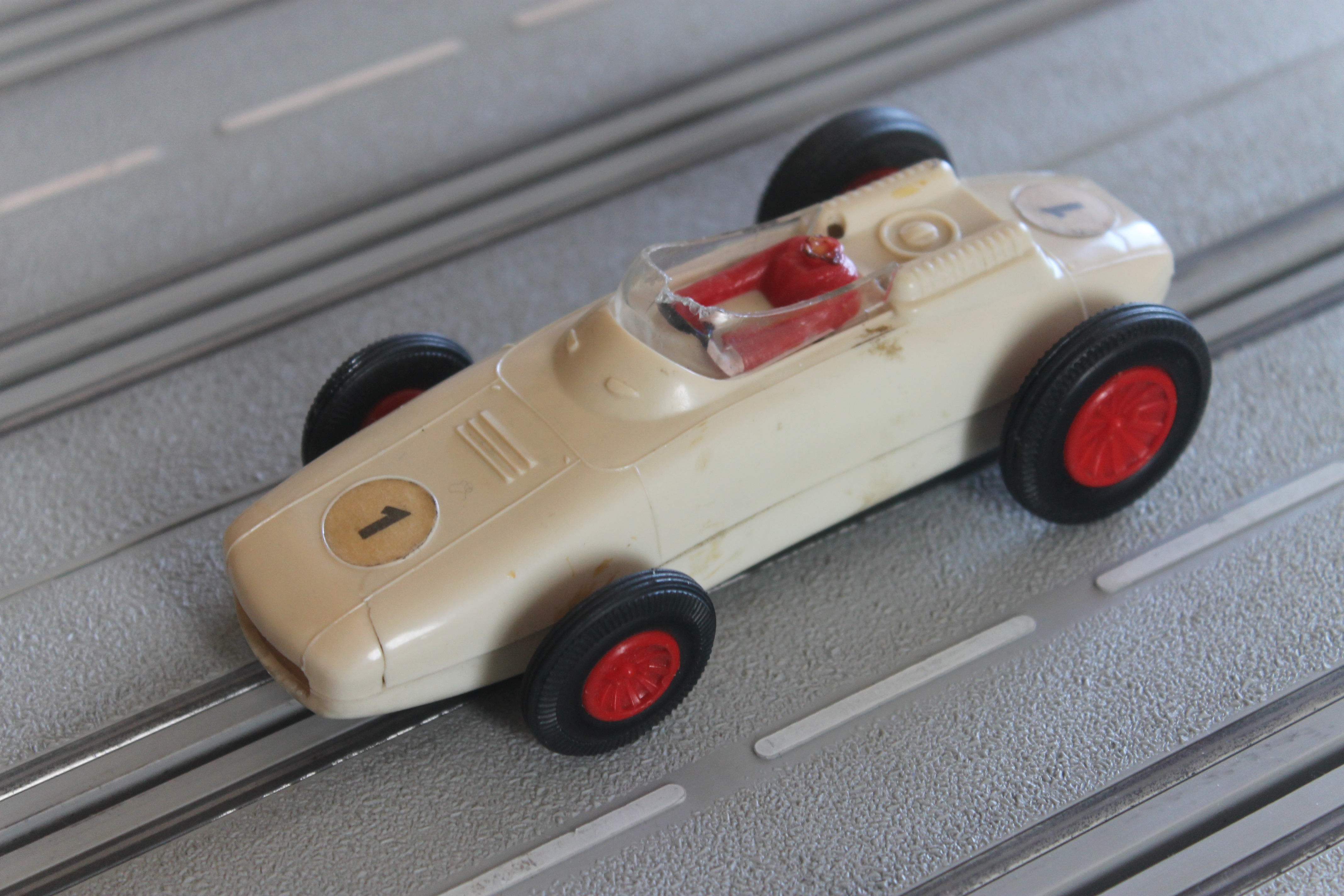
Stabo Porsche F1 Serie 1
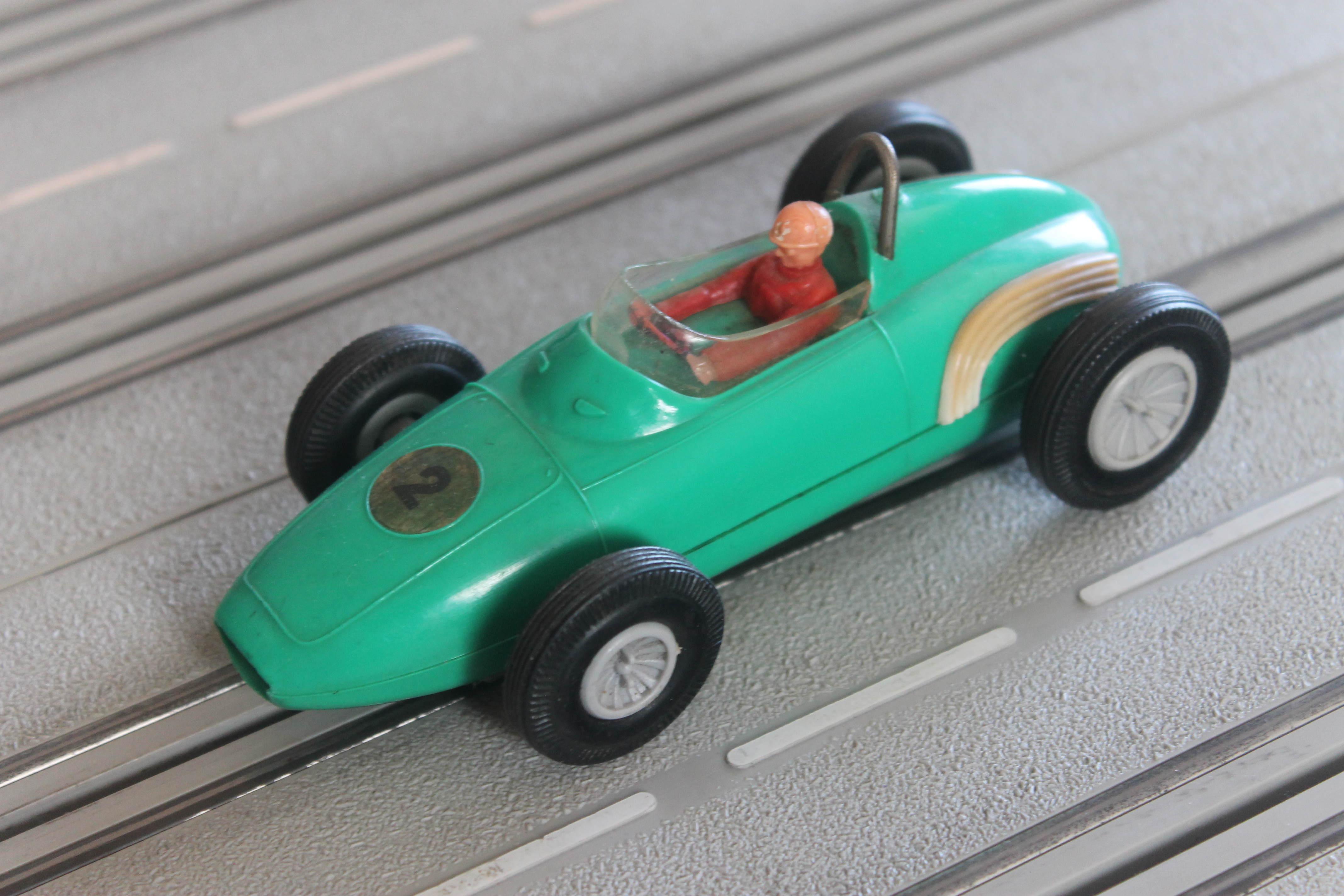
Stabo BRM F1 Serie 2 in hellgrün
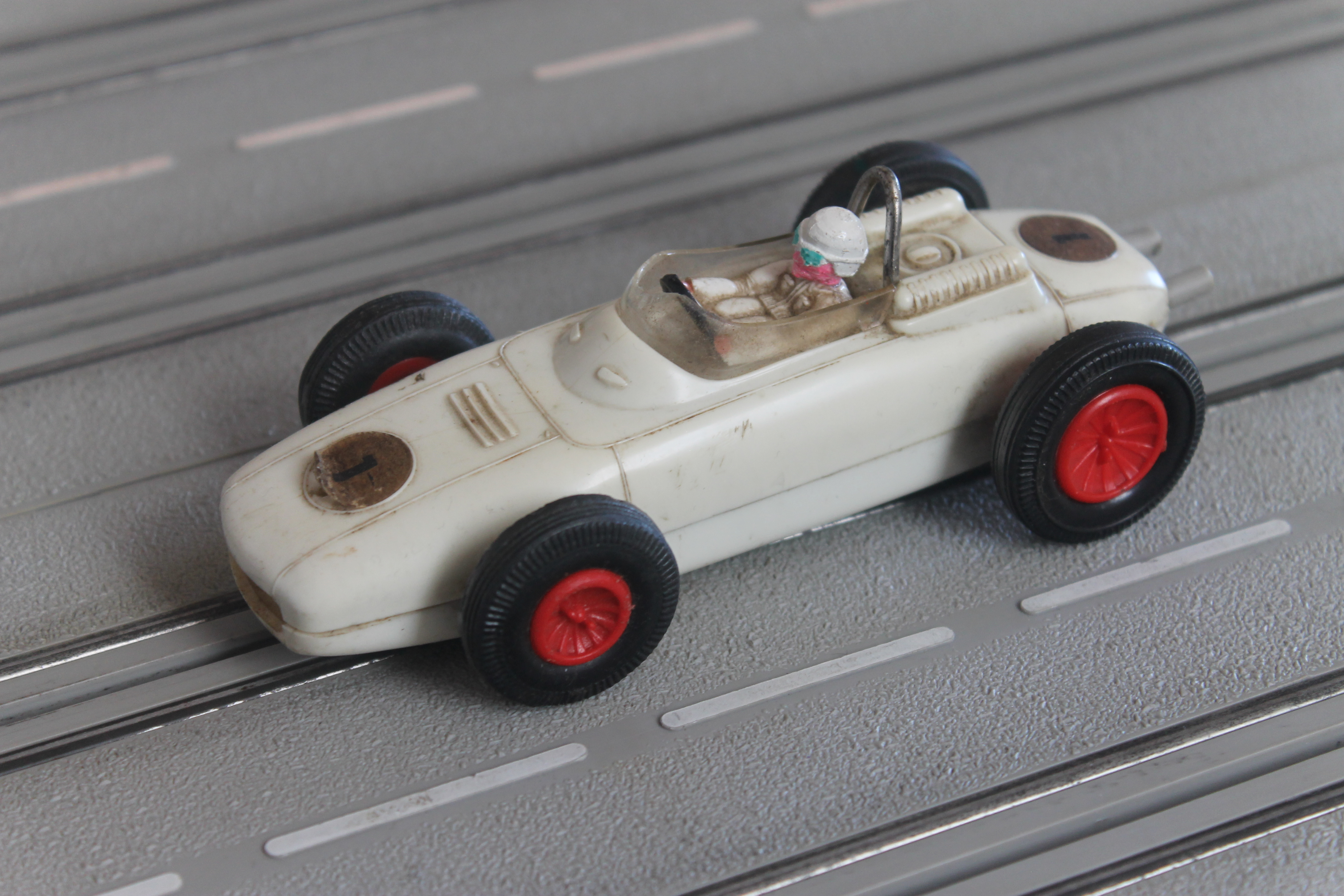
Stabo Porsche F1 Serie 2
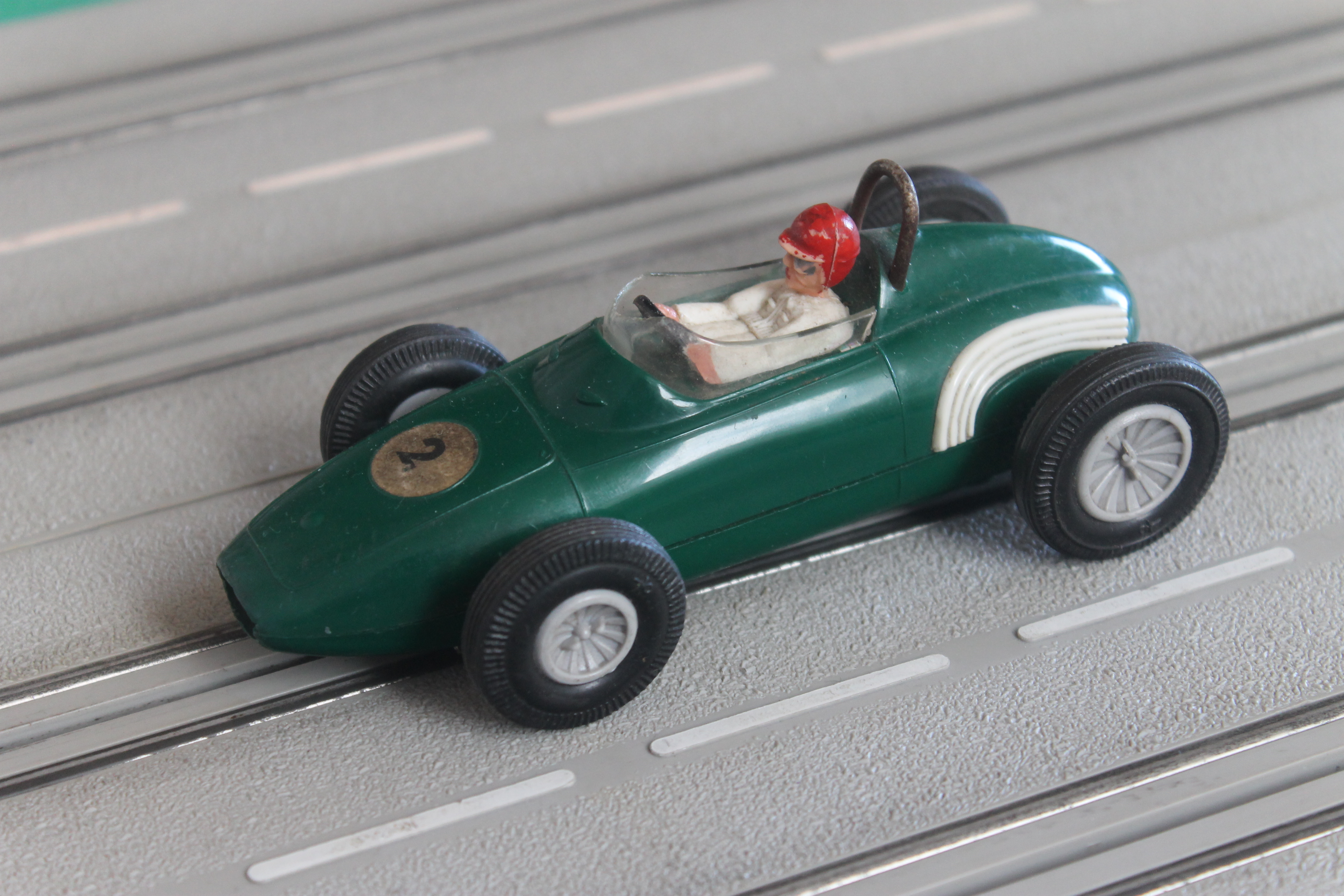
Stabo BRM F1 Serie 2 in british racing green
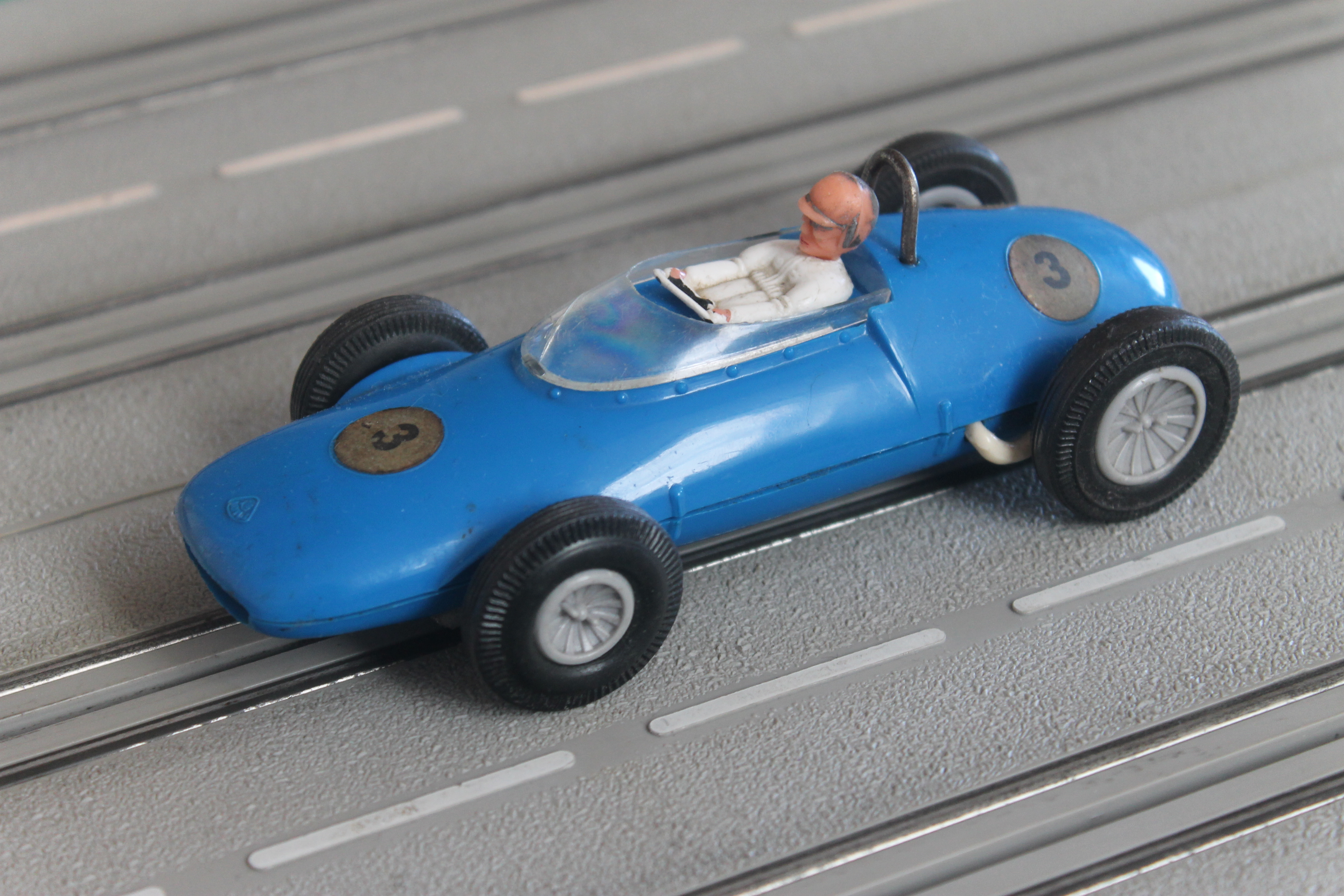
Stabo Lotus F1 Serie 2
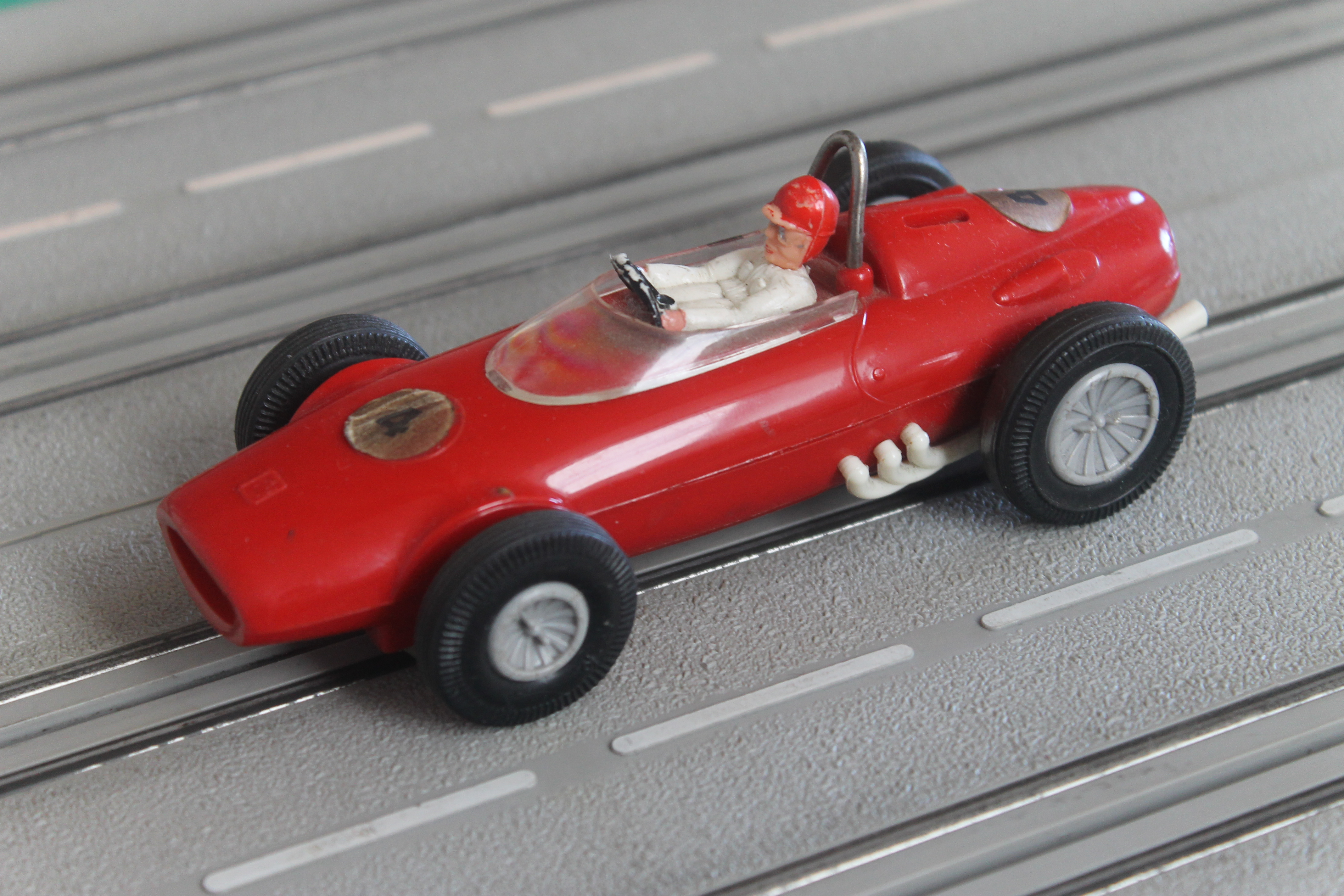
Stabo Ferrari F1 Serie 2

### Formel-1-Bausätze
Die Stabo F1-Bausatzfahrzeuge, die ab 1966 produziert wurden, sind der Stabo-Ferrari 158, der Stabo-Brabham BT24 und der ab 1967 produzierte Stabo-Lotus 43. Diese Rennboliden im Maßstab eher 1:28 als 1:32 (obwohl so vertrieben) sind gut zu tunen und haben ein für ihren Maßstab ausgesprochen realistisches Fahrverhalten. Diese Eigenschaften sind vor allem den vielen Stahl-Bauteilen geschuldet, die sowohl Bruchfestigkeit als auch Gewicht und Formstabilität mitbringen. Diese Bausatzfahrzeuge wurden für Tüftler und ambitionierten Slotcar-Fahrer entwickelt und sind kein Kinderspielzeug. Diese Slotcars sind realitätsnahe Modelle von einer sehr interessanten Gattung von „Übergangsfahrzeugen“.
1966 wurde in der Autorenn-Weltmeisterschaft ein neues Reglement eingeführt. Die 1,5-Liter-Motoren sollten 3,0-Liter-Motoren weichen und die F1 somit schneller, leistungsstarker und „königlicher“ werden. Obwohl diese Änderung bereits drei Jahre zuvor angekündigt worden war, gelang es lediglich drei Herstellern, einen neuen 3,0-l-Motor zu entwickeln und für die Rennsaison 1966 vorzubereiten. Alle anderen Hersteller fuhren mit „halber Kraft“, oder verwendeten nach Möglichkeit eines der drei zur Verfügung stehenden Aggregate. Der Lotus 43 hat einen B.R.M.-Motor, der aus zwei „alten“ 1,5-l-Motoren besteht und somit eher eine improvisierte Lösung ist. Am besten zu erkennen ist das, auch am Stabo-Lotus 43, an den vier Auspuffrohren die das Abgas von einem rechten und einem linken V8-Triebwerk ableiten, die sich einen gemeinsamen Motorblock und Ölwanne teilen und somit zu einem Motor verschmelzen.
1. Brabham BT24 Dieser wurde ein Jahr lang in Grün produziert. Ab Einführung des Lotus, welcher auch das traditionelle Grün bekam, dann in Blau.
2. Ferrari 158
3. Lotus 43

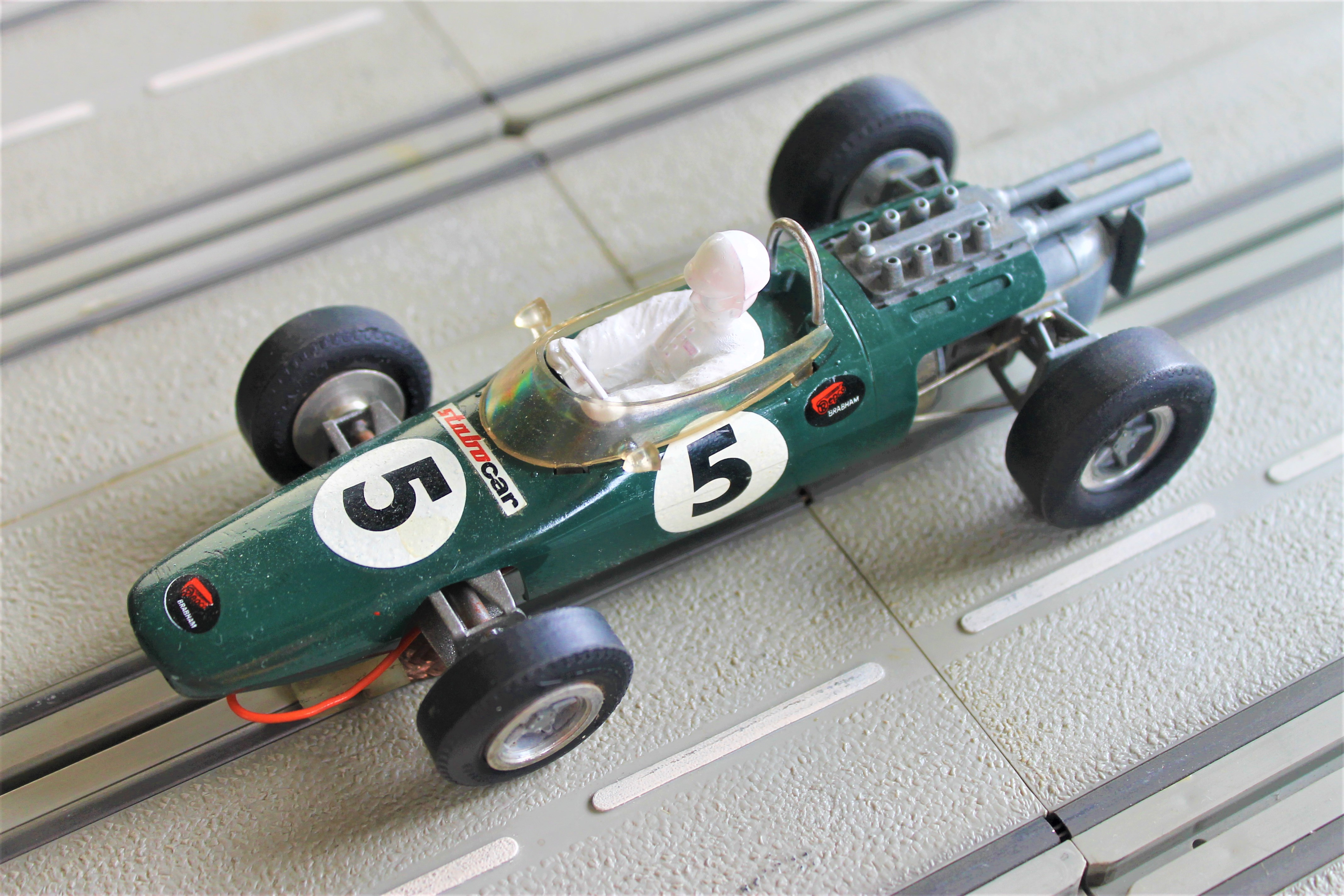
Stabo Brabham F1 Bausatz
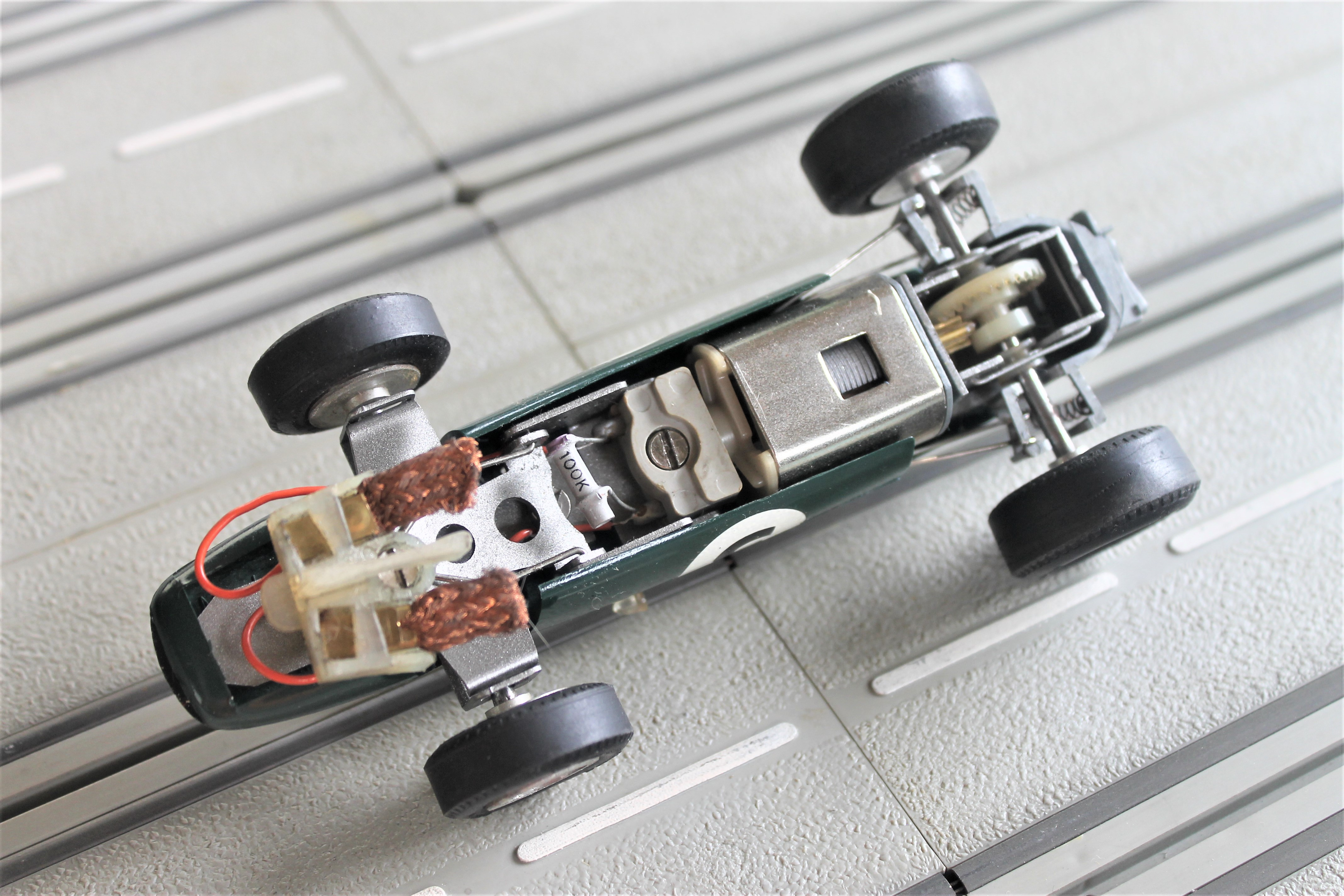
Stabo Brabham F1 Bausatz
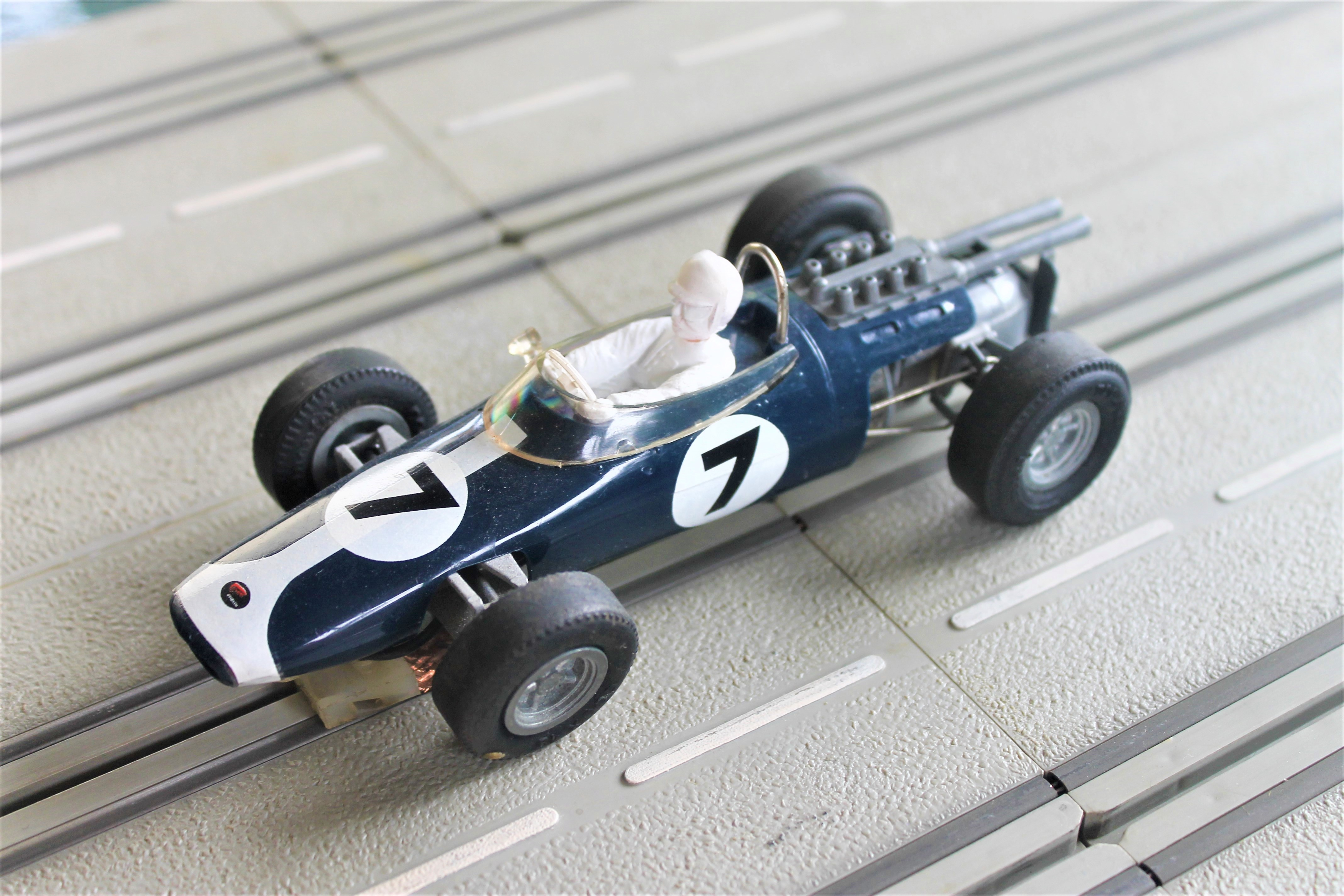
Stabo Brabham F1 Bausatz
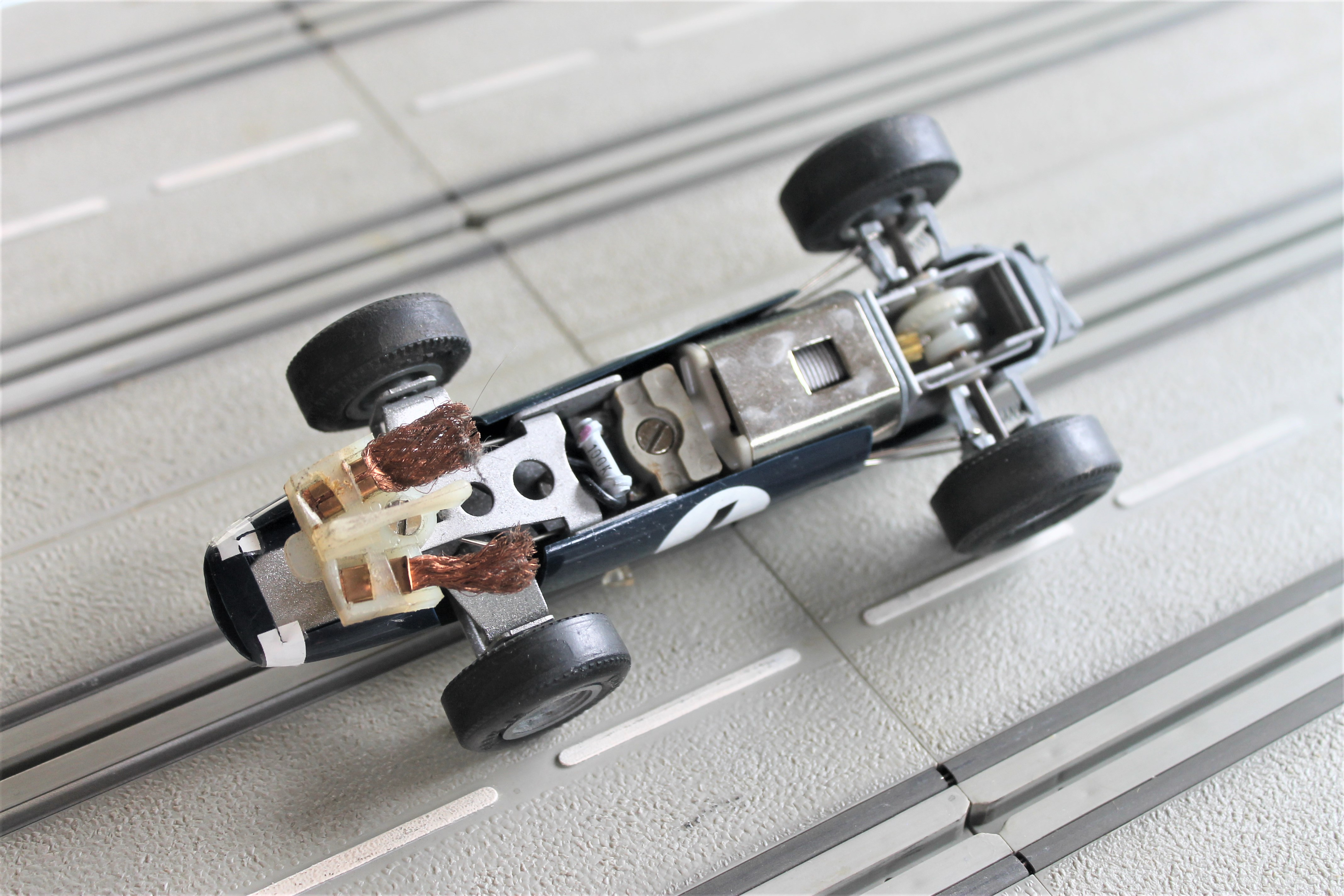
Stabo Brabham F1 Bausatz
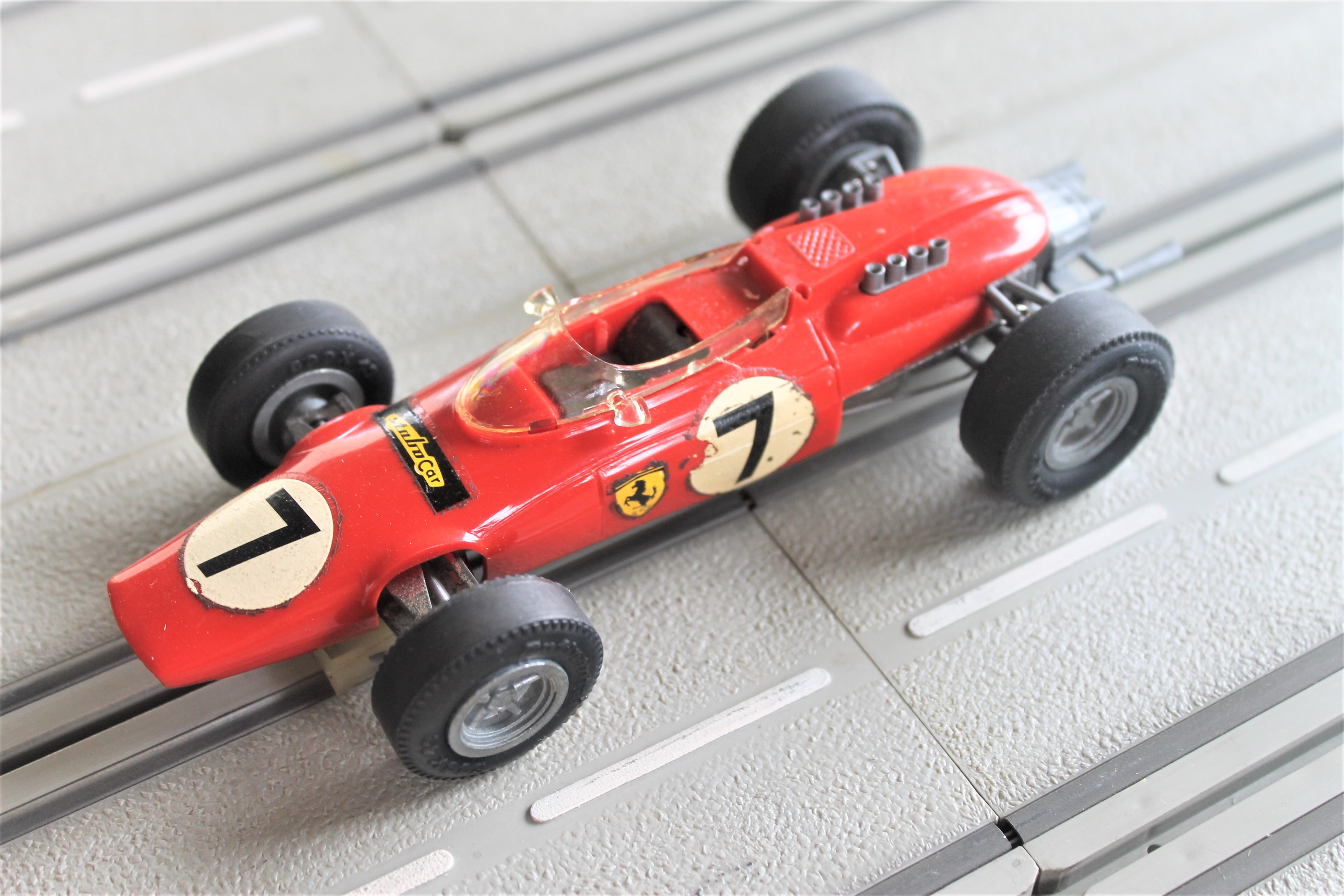
Stabo Ferrari F1 Bausatz
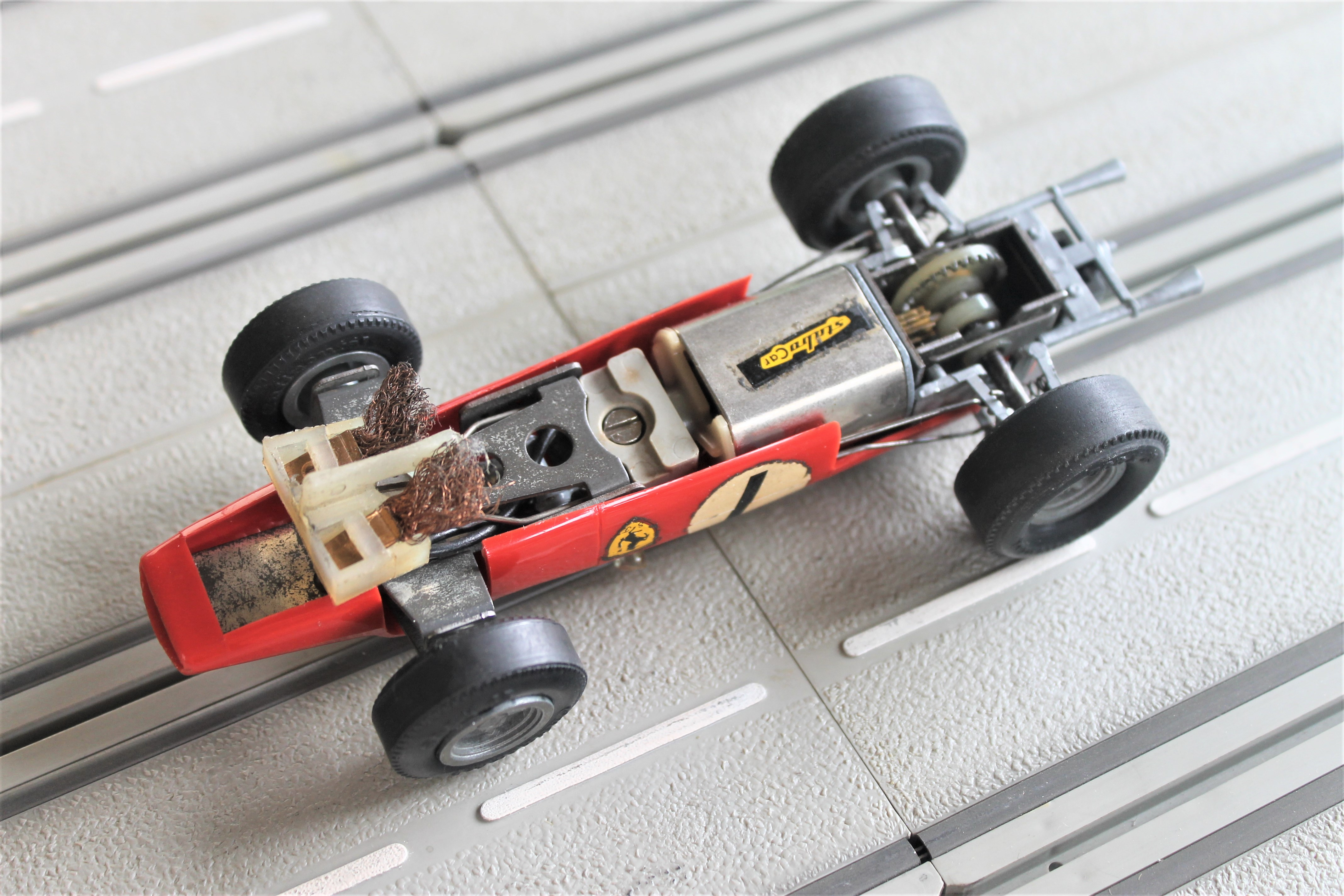
Stabo Ferrari F1 Bausatz
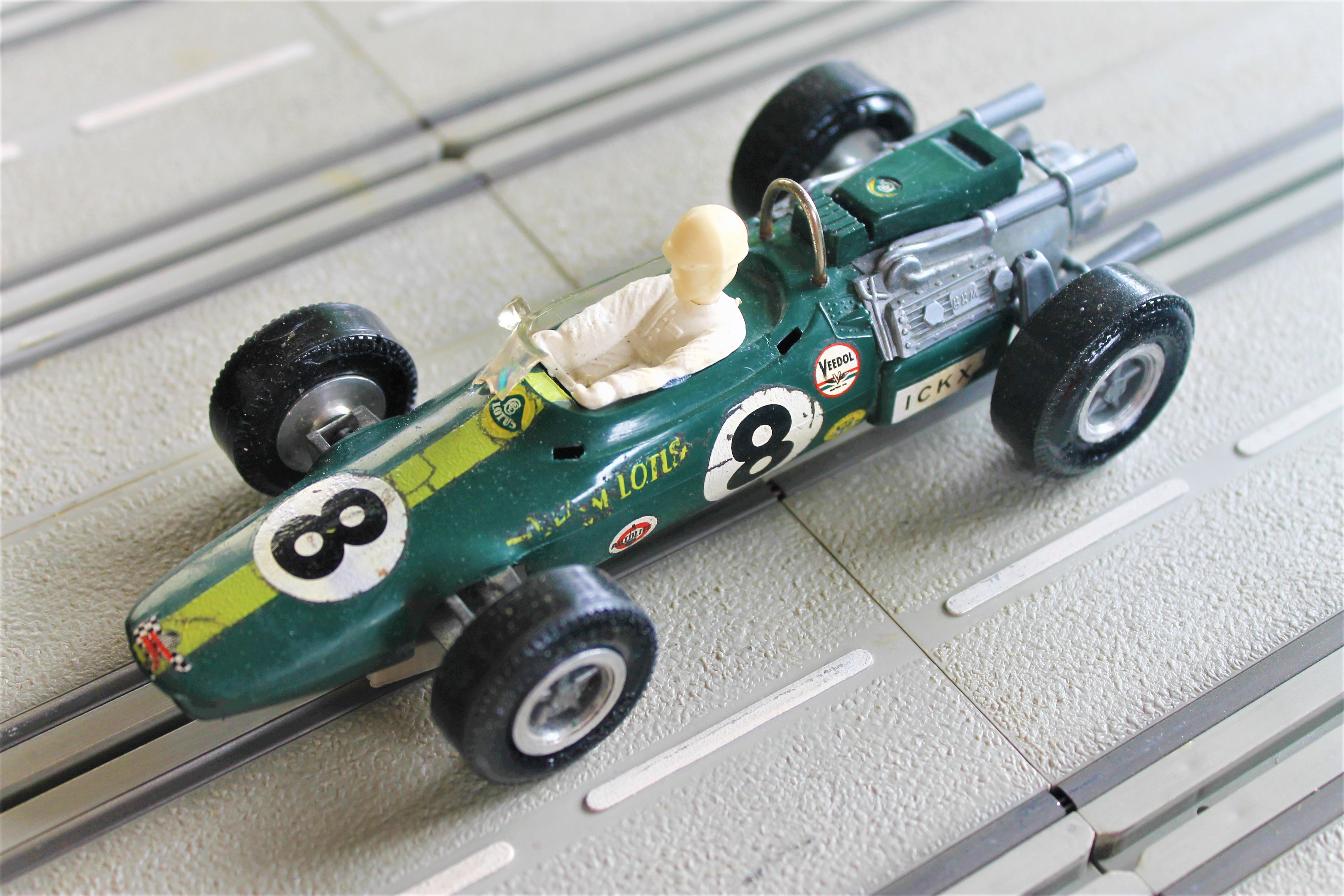
Stabo Lotus F1 Bausatz
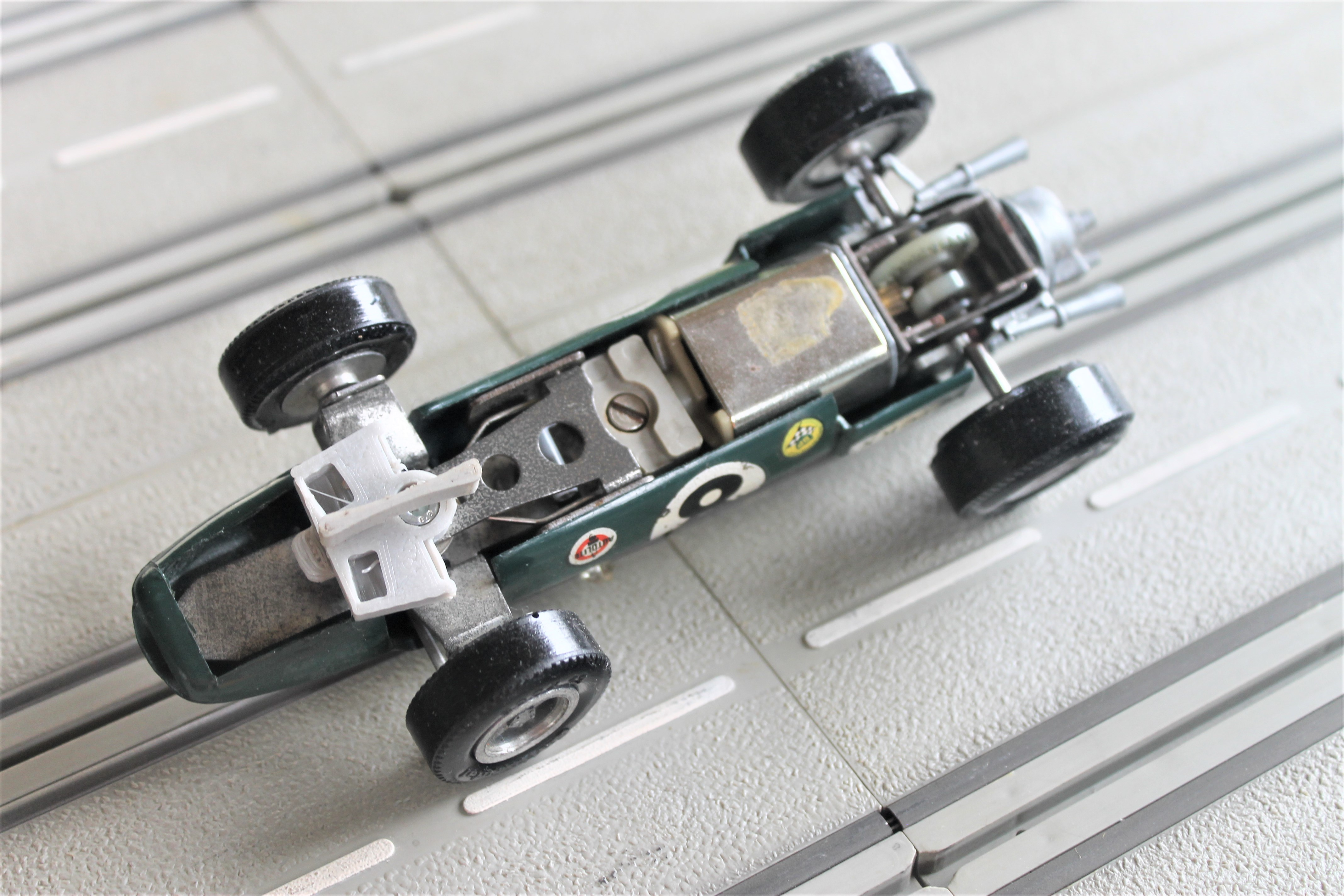
Stabo Lotus F1 Bausatz

### Formel-2-Fahrzeuge
1. BMW 1600 / Lola BMW
2. Brabham BT23
3. Lotus 48

### GT-Fahrzeuge (1/32)
1. Ferrari 500 superfast
2. Jaguar E Type
3. Maserati Mistral
4. Mercedes 230 SE / Autobahn-Polizeiwagen mit Blaulicht
5. Porsche 904

### GT-Fahrzeuge (1/24)
1. Chaparral 2D
2. Ferrari 330 P2
3. Porsche Carrera 6
4. Lotus 40 (Tamiya)
5. Ford GT 40
6. King Cobra (Tamiya)

### Lastkraftfahrzeuge
1. LKW mit Pritsche
2. LKW mit Container
3. LKW mit Mulde
4. LKW mit Abschleppwagen
5. Bully